# Евразия (выставка собак)
«Евразия» (IDS «Eurasia») — одна из крупнейших интернациональных выставок собак, проходящая в России. Организатором конкурса является Российская кинологическая федерация (РКФ).
Главные титулы — CACIB FCI (кандидат в интернациональные чемпионы красоты), Crufts Qualification (квалификация, позволяющая участвовать в одной из главных выставок Англии «Crufts»), Победитель «Евразии» / Eurasian Winner

## История
Российская кинологическая федерация, основанная в сентябре 1991 года, в том же году организовала первую «Выставку собак всех пород Евразия». В 1996 году в конкурс был введен титул CACIB, благодаря чему «Евразия» приобрела статус интернациональной выставки, что позволило участникам получать сертификат, подтверждающий статус кандидата в интернациональные чемпионы. С тех пор Евразия являлась ежегодным мероприятием и проходила два дня подряд, но в 2019 году были внесены изменения — теперь выставка длится три дня, так как в рамках «Евразии» проходят ещё две выставки. Конкурсы распределяются следующим образом: Первый день — «Мемориал А. П. Мазовера», второй день — «Евразия» и третий день — «Россия. Кубок Президента РКФ».

## Сопутствующие мероприятия
Интернациональная выставка собак всех пород "Мемориал А. П. Мазовера " — (CACIB FCI) & Первая Всемирная выставка собак российских пород & Национальные монопородные выставки (ЧК / ЧП). Впервые проведена 25 мая 2019 года в Москве. Так как выставка является интернациональной, участники могут получить титулы CACIB FCI(кандидат в интернациональные чемпионы по красоты, присваивается кобелю и суке, взявшим золото в сравнении промежуточного, открытого, рабочего классов и класса чемпионов), CRUFTS и JCAC (кандидат в юные чемпионы России по красоте. Присваивается кобелю и суке, ставшим победителями в классе юниоров). Помимо этого, можно будет увидеть номера с собаками, подготовленные спортсменами разных дисциплин, такими как: аджилити, танцы с собаками и конкурс «юный хендлер».
«Многие любители животных знают легенду про собаку минно-розыскной службы Джульбарса, которого пронесли на руках в кителе И. В. Сталина по брусчатке Красной площади на Параде Победы 1945 года, отдавая таким образом дань уважения раненому четырёхлапому герою. Проводником и напарником Джульбарса был подполковник Александр Павлович Мазовер — выдающийся собаковод, один из столпов российской и советской кинологии, автор книг и учебников по собаководству, селекционер, эксперт всесоюзной категории. В знак уважения к огромному кинологическому наследию Александра Павловича новая международная выставка собак в Москве носит его имя и посвящается его памяти.
Работа Александра Павловича Мазовера в военном питомнике „Красная звезда“ явилась огромным вкладом в становление и развитие отечественных пород собак, поэтому в рамках „Мемориала…“ впервые в истории пройдет отдельная Всемирная выставка собак российских пород, составляющих предмет нашей национальной гордости. Посетители выставки увидят лучших представителей всех российских пород не только в рингах, но и на специальных тематических стендах».

Россия
Крупнейшая выставка страны «Россия», имеет ранг- CACIB FCI & Crufts, но только на этой выставке участники могут получить титулы юный победитель «России», победитель «России», ветеран-победитель «России», юный чемпион РКФ,чемпион РКФ, ветеран-чемпион РКФ, юный чемпион России, чемпион России, ветеран-чемпион России..
Помимо стандартных соревнований внутри ринга, «Россия» включает в себя: конкурс «Костюм для питомца», аджилити и фристайл. Более того, в рамках выставки проходит два отборочных этапа и финал конкурса «Юный Хендлер». Особо примечательно, что тот юный хендлер, который одержал победу в финале конкурса, будет представлять Россию на «Crufts Dog Show» в Великобритании.

## Правила проведения
Для участия в выставке необходимо заранее зарегистрироваться, форму для регистрации можно найти на официальном сайте организатора выставки. В случае, если хозяева собаки желают поменять питомца или же перейти в другой класс, процедуру необходимо пройти заранее. Ближе к началу выставки публикуют каталог со всеми участниками мероприятия.
По приезде на место проведения конкурса необходимо пройти повторную регистрацию (для получения номера для выхода в ринг) и ветеринарный контроль, поскольку без этого собака не будет допущена в ринг. Лица, сопровождающие собак, обязаны иметь при себе ветеринарные паспорта, копии родословных или метрик щенков на каждое животное, участвующее в мероприятии.

## О ходе выставки
Первый этап
В каждом классе эксперт единолично проводит индивидуальный осмотр каждой собаки, делает описание и присуждает оценку. Собаки с оценкой «отлично» получают красную ленточку, «очень хорошо» — синюю, «хорошо» — зелёную. На ринге остаются собаки только с оценкой «отлично» и эксперт расставляет их с 4-го по 1-е место.
Первой собаке присваиваются титулы «CW» (Class Winner — победитель класса, также «ПК») и «CAC» (Кандидат в национальные чемпионы), если первой собаке присвоен «CAC», то вторая собака получает «R.CAC» (резервный кандидат в национальные чемпионы). В классе чемпионов «САС» не присваивается.
Второй этап — Расстановка
На сравнение выходят победители промежуточного, открытого, рабочего классов и класс чемпионов. Эксперт расставляет собак с 4-го по 1-е место.
Первой собаке присваиваются титулы «CACIB» (Кандидат в интернациональные чемпионы) и «BOS» (Best of Sex или «ЛК» — лучший кобель, «ЛС» — лучшая сука), если первой собаке присвоен «CACIB», то вторая собака получает «R.CACIB» (резервный Кандидат в интернациональные чемпионы).
Третий этап — Сравнение
Приглашаются Лучший кобель и Лучшая сука. Победителю присваивается титул «BOB» (Best of Breed или «ЛПП» — лучший представитель породы).
Четвертый этап — Сравнение в группах
В классификации FCI породы разделены на 10 групп. В каждой группе сравниваются Лучшие представители пород. Победитель группы получает титул Best in Group — «BIG».
Пятый(заключительный этап) — Лучшая собака выставки
Победители всех 10-ти групп сравниваются на звание Best in Show — Лучшая собака выставки